# Phylloscartes parkeri
Phylloscartes parkeri là một loài chim trong họ Tyrannidae.